# Arius macracanthus
Arius macracanthus är en fiskart som beskrevs av Günther, 1864. Arius macracanthus ingår i släktet Arius och familjen Ariidae. Inga underarter finns listade i Catalogue of Life.